# Punta Fattiere
La punta Fattiere (2.698 m s.l.m.) è una montagna delle Alpi del Monginevro nelle Alpi Cozie. Si trova in Piemonte, nella città metropolitana di Torino.

## Caratteristiche

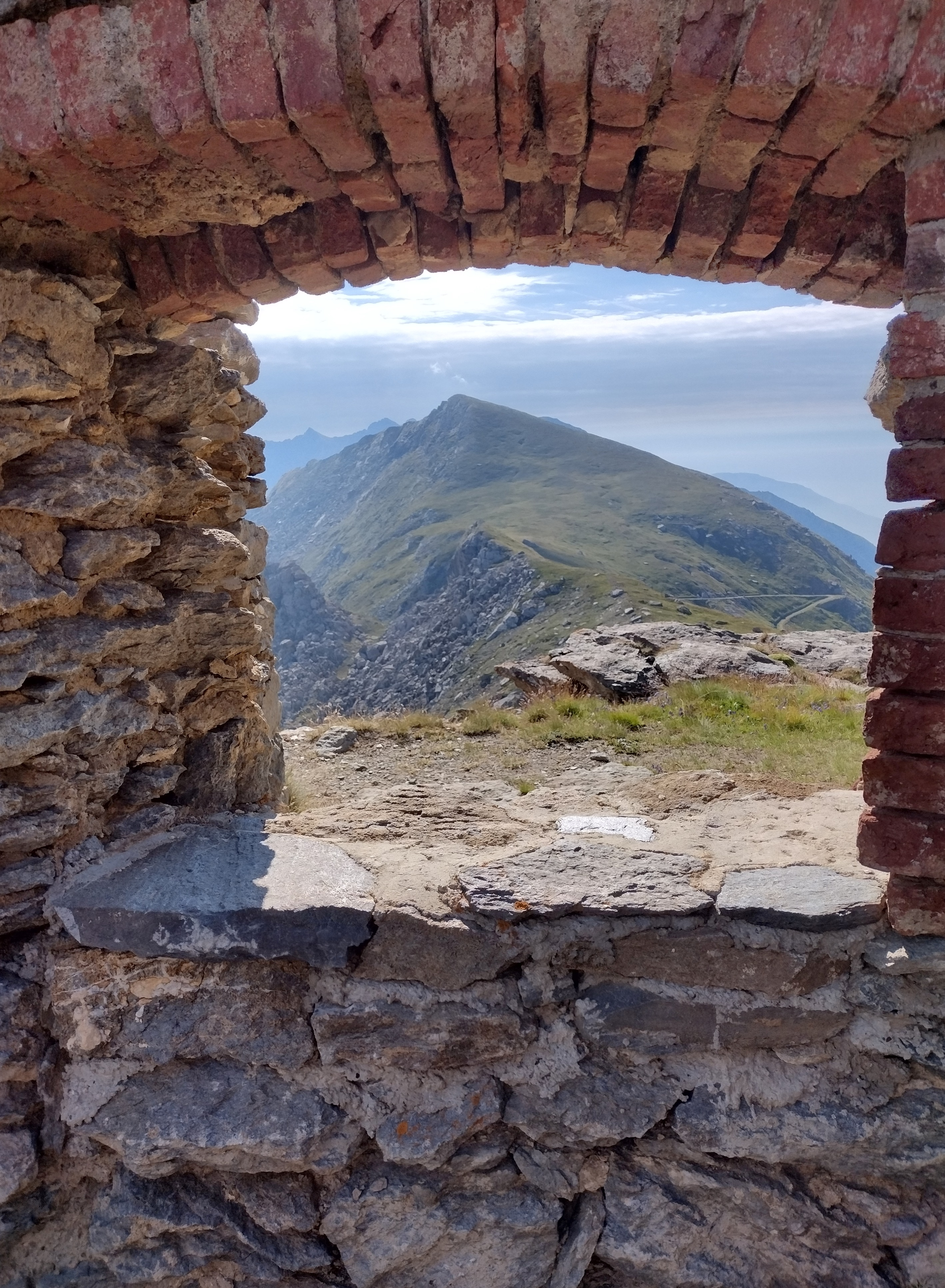
Vista dalla vecchia stazione eliografica della Punta Mezzodì

La montagna, quotata ma non nominata dalle vecchie tavolette IGM, è collocata lungo la linea di cresta che separa la val Chisone dalla Val di Susa. Verso ovest il Colle di Fattiere (2.543 m) la divide dalla vicina Punta del Mezzodì e dalla Ciantiplagna, mentre in direzione opposta il crinale prosegue verso il Monte Pintas e il Colle delle Finestre. La Punta Fattiere è un rilievo principalmente erboso e detritico e la sua prominenza è di 118 m. Sulla cima del monte passa il confine tra i comuni di Gravere e Usseaux. A sud della Punta Fattiere, sul lato Val Chisone, transita la ex-strada militare dell'Assietta, uno sterrato aperto al transito dei mezzi motorizzati nei periodi sgombri di neve e che unisce Usseaux con Sestriere passando per il Colle dell'Assietta. 

## Accesso alla vetta

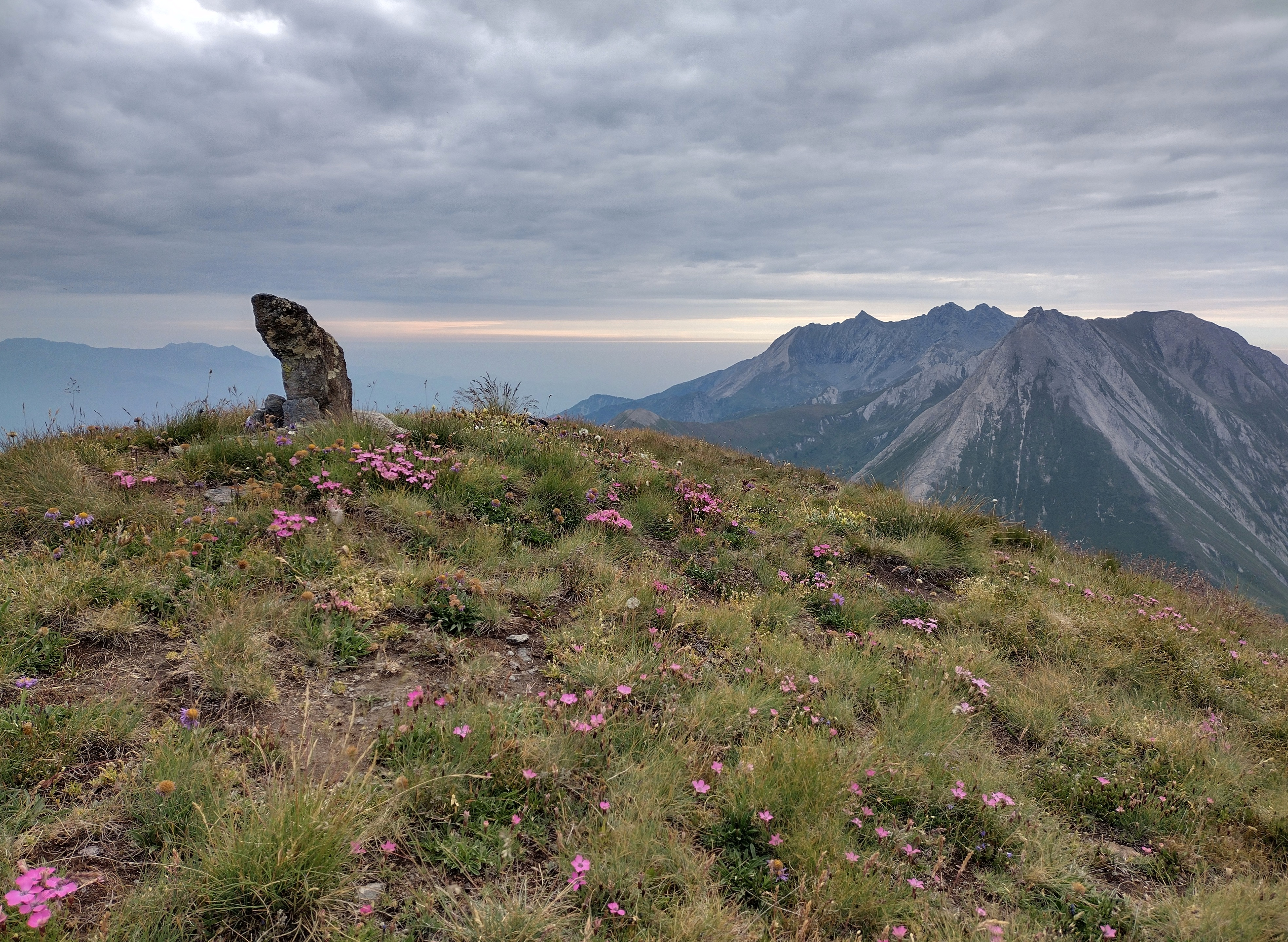
La cima del monte, a destra la parte orientale del Gruppo dell'Orsiera

È possibile salire sulla cima della montagna con partenza dal Colle delle Finestre. Si tratta di un percorso escursionistico la cui difficoltà è classificata come E.

## Protezione della natura
Il versante meridionale della Punta Fattiere ricade nel Parco naturale Orsiera-Rocciavrè.